# Linha de Sines
Linha de Sines – linia kolejowa w Portugalii, która łączy Port Sines z Linha do Sul (stacja Ermidas-Sado). Liczy około 50 km długości i końzy się w Ramal de Sines.